# 尤里伊夫卡 (五一城區)
47°43′29″N 30°33′49″E / 47.72472°N 30.56361°E
尤里伊夫卡（烏克蘭語：Юріївка），2024年9月前名为尤爾伊夫卡（烏克蘭語：Юр'ївка），是位於烏克蘭南部的村莊，由尼古拉耶夫州五一城區的弗拉迪伊夫卡市镇負責管轄。該村始建於1897年，面積0.51平方公里，海拔高度149米，2001年人口133，人口密度每平方公里261.3人。
2024年9月19日，乌克兰最高拉达将此村的名字改为尤里伊夫卡。